# Escenas del Fausto de Goethe

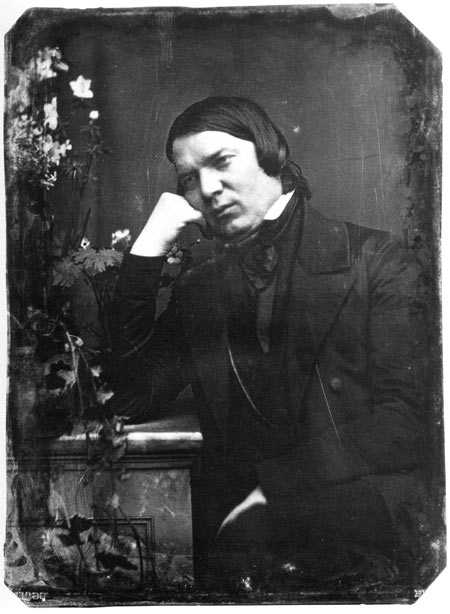
Robert Schumann en 1850.

Szenen aus Goethes Faust (Escenas del Fausto de Goethe), WoO 3 es una obra escénico-musical compuesta por Robert Schumann entre 1844 y 1853, tomando como inspiración la obra teatral Fausto de Johann Wolfgang von Goethe.

## Historia
El compositor empezó a trabajar en esta adaptación en 1844, poco más de una década después de la muerte de Johann Wolfgang von Goethe, que completó la segunda parte del poema épico Fausto en su último año de vida. La mayor parte de los lectores contemporáneos consideraban esta obra sobrecogedora ya que se sentían intimidados por su misticismo y su complejo simbolismo. La primera parte, la historia de Gretchen, era bastante fácil de comprender e incluso de plasmar en música pero la segunda era bastante menos accesible y mucho menos representable. El propio Goethe había declarado que Mozart era el único apto para escribir la música, aunque Mozart había muerto en 1791, casi 20 años antes de la finalización de la primera parte de Fausto.
Schumann explicó el peso de la tarea que tenía ante sí en una carta dirigida a Felix Mendelssohn en 1845: "Cualquier compositor no sólo sería juzgado por su tratamiento de una de las obras seminales y más ampliamente aclamadas de la literatura alemana, sino que también se expondría a ser comparado con Mozart". A pesar de las reservas expresadas por el compositor sobre la obra, ésta ha sido etiquetada como su "magnum opus". Schumann es "profundamente sensible a la totalidad del drama de Goethe". Desde la oscura y tensa obertura de la obra hasta su elegante y tranquila conclusión, Schumann abre de par en par "un mundo musical múltiple" que reúne coherentemente elementos de "lied, ópera de terror, gran ópera, oratorio y música de iglesia".
Schumann trabajó en diferentes segmentos de forma intermitente, según le llegaba la inspiración o la oportunidad. De hecho, trabajaba de atrás hacia delante. En 1844 empezó a trabajar en "Fausts Verklärung" (La transfiguración de Fausto), que es el final de la segunda parte escrita por Goethe. En 1845 le comentó a Mendelssohn que dudaba si publicar o interpretar el resultado, aunque en 1848 se animó a producirlo como oratorio para un público reducido y en 1849, año del centenario de Goethe, se representó en Dresde, Leipzig y Weimar. Tras estas representaciones, el compositor volvió a abordarlo añadiendo las partes segunda y primera, para finalmente escribir la obertura en 1853. El maestro alemán nunca llegó a ver las tres partes de la obra interpretadas en un mismo concierto, ni publicadas juntas. No se interpretó en su totalidad hasta 1862, casi seis años después de la muerte de Schumann, pero entonces tuvo un gran éxito e influencia.
Eric Sams comenta: "No hay coherencia en la orquestación, que audiblemente data de dos épocas diferentes (trompas de mano en la tercera parte y trompas de válvulas en el resto)", lo que le lleva a concluir que el compositor no concibió la obra como un todo, aunque las ideas de finales del siglo XIX sobre la interpretación hacen que en la era moderna la pieza se escuche predominantemente con sus tres partes.

## Instrumentación

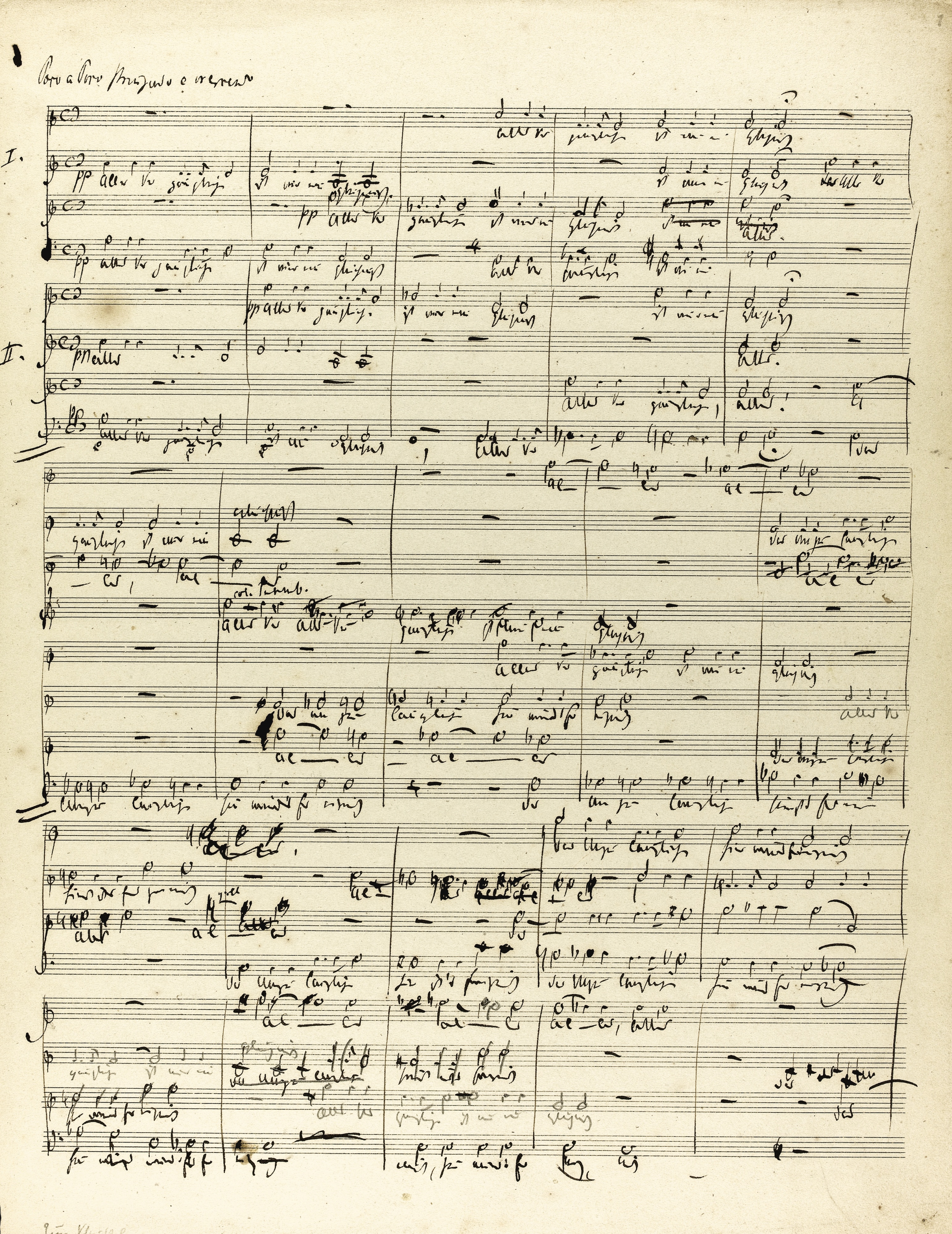
Partitura manuscrita de Escenas del Fausto de 1853.

La partitura está escrita para una orquesta formada por 2 flautas traveseras, piccolo, 2 oboes, 2 clarinetes en si, 2 fagotes, 4 trompas, 2 trompetas, 3 trombones, tuba bajo, timbales, arpa y sección de cuerdas. También un coro doble de 8 voces (con partes solistas individuales), un coro infantil de 4 voces (con partes solistas individuales), así como una serie de solistas vocales: Fausto (barítono), Pater Seraphicus (barítono), Doctor Marianus (barítono), Gretchen (soprano), Una poenitentium (soprano), Böser Geist (bajo), Mefistófeles (bajo), Pater Profundus (bajo), Ariel (tenor), Pater Ecstaticus (tenor), Marta (soprano), la Preocupación (soprano), la Angustia (soprano), Magna Peccatrix (soprano), la Carencia (alto), la Culpa (alto), Mulier Samaritana (alto), Maria Aegyptiaca (alto), Mater Gloriosa (alto).

## Estructura y análisis

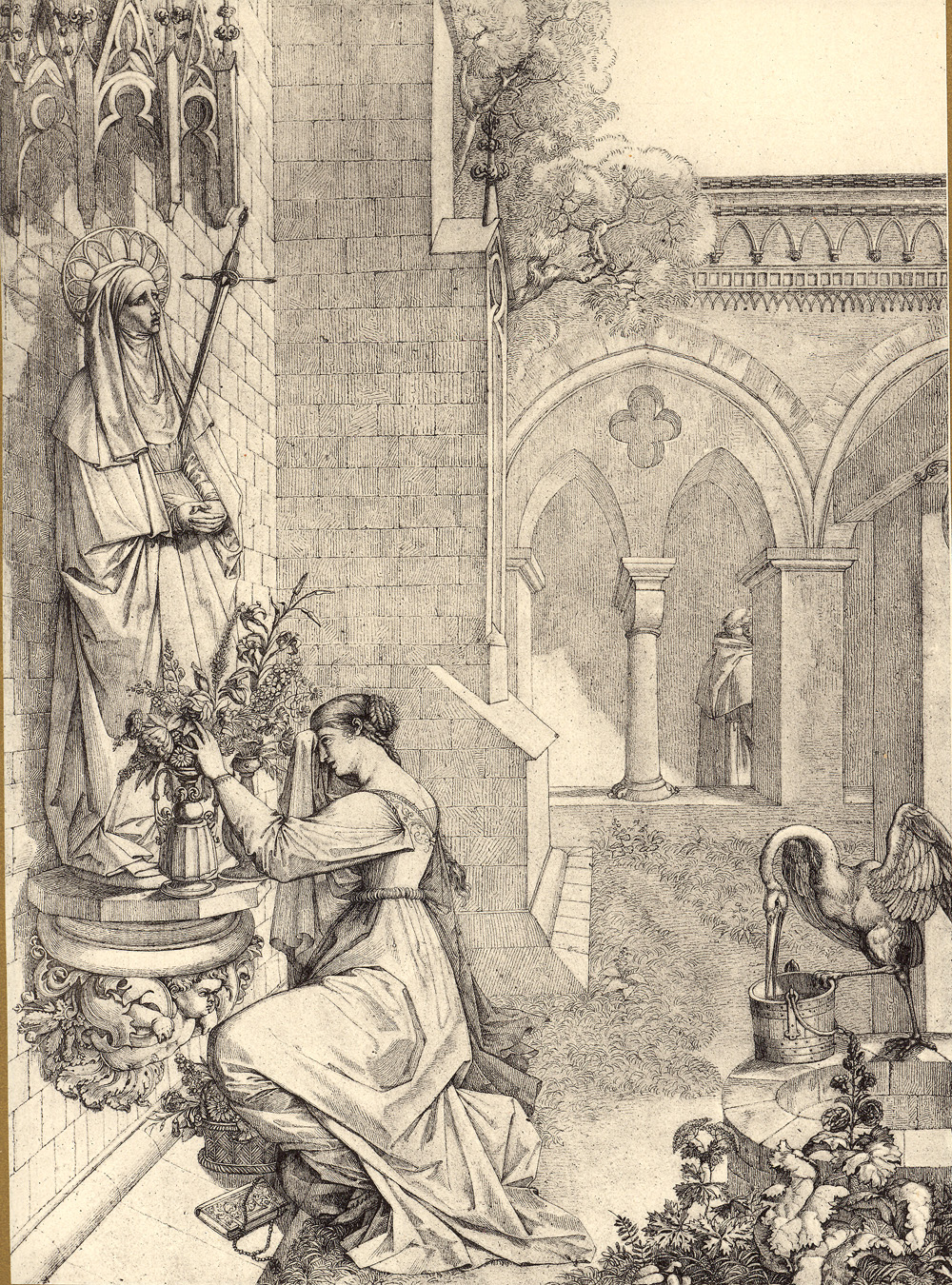
Gretchen vor der Mater Dolorosa (Gretchen ante la Mater Dolorosa) grabado de Peter von Cornelius (Parte I, escena II).

La pieza se compone de las siguientes partes:
- Obertura en re menor. Langsam, fierlich - Etwas bewegter (Lento, enérgico - Algo más agitado)

Parte I
- 1. Szene im Garten (Escena en el jardín). "Du kanntest mich, o kleiner Engel" (Fausto, Gretchen o Margarita, Mefistófeles)
- 2. Gretchen vor dem Bild der Mater Dolorosa (Gretchen ante la imagen de la Mater Dolorosa). "Ach neige, Schmerzenreiche" (Gretchen)
- 3. Szene im Dom (Escena en la catedral). "Wie anders, Gretchen, war dir’s" (Gretchen, Espíritu maligno)

Parte II
- 4. Sonnenaufgang (Amanecer). "Die ihr dies Haupt umschwebt im luftgen Kreise" (Ariel, Espíritus, Fausto)
- 5. Mitternacht (Medianoche). "Ich heiße der Mangel" (la Carencia, la Culpa, la Preocupación, la Angustia, Fausto)
- 6. Fausts Tod (Muerte de Fausto). "Herbei herbei! herein herein!" (Mefistófeles, Lémures, Fausto)

Parte III. Transfiguración de Fausto
- 7. "Waldung, sie schwankt Heran" (coro)
- 8. "Ewiger Wonnebrand" (Pater Ecstaticus)
- 9. "Wie Felsenabgrund mir zu Füßen" (Pater Profundus, Pater Seraphicus, coro de niños)
- 10. "Gerettet ist das edle Glied" (Ángeles, coro de niños y adultos)
- 11. "Hier ist die Aussicht frei" (Doctor Marianus)
- 12. "Dir, der Unberührbaren" (Doctor Marianus, Magna Peccatrix, Mulier Samaritana, Maria Aegyptiaca, Penitente, Niños benditos, Gretchen, Mater Gloriosa)
- 13. Chorus mysticus. Alles Vergängliche ist nur ein Gleichnis (Coro)

La composición no es una ópera pero tampoco encaja en la concepción convencional del oratorio. Además la selección de los fragmentos que llevó a cabo Schumann para su adaptación refleja su profundamente personal forma de entender el drama. La música se caracteriza por un estilo declamatorio melódico que ya había empleado en El paraíso y la peri. No hay arias concebidas a la manera tradicional para los personajes de Fausto y Gretchen.

### Obertura
La obertura que abre la composición es larga y presenta un carácter tenso y tempestuoso en todo momento, con pasajes líricos fugaces. La música de Schumann, además de crear una introducción dramática y electrizante, también plasma estas historias pasando de lo relativamente mundano a lo filosófico y lo místico. Sugiere la lucha entre el bien y el mal en el corazón de la obra de Goethe, así como la tumultuosa búsqueda de Fausto de la iluminación y la paz.

### Parte I
La primera de las tres secciones describe el pacto con el diablo y la historia de la seducción de Gretchen que concluye con la escena de la iglesia. La obra se abre in medias res, la música describe el cortejo de Fausto a Gretchen. Su historia se representa con música muy operística, empezando por el dúo de amor, pasando por el aria apasionada y desesperada de Gretchen, y terminando con la escena de la iglesia. Las indicaciones escénicas incluyen también elementos de atrezzo, como la flor de Gretchen.

### Parte II
La segunda sección aborda la muerte y redención de Fausto. Muestra la lucha filosófica de Fausto por encontrar un sentido ante las "vier graue Weiber" -las cuatro mujeres grises: Necesidad, Culpa, Preocupación y Pena- y finaliza con la muerte de Fausto. Musicalmente se inicia con un marcado contraste. Por un lado, la música viva y fresca de Ariel y los espíritus, que llaman a Fausto a disfrutar de las bellezas de la naturaleza. Pero en las siguientes escenas aparecen las cuatro mujeres grises y luego los lémures cavando tumbas. La inquietante orquestación de Schumann pone en primer plano los delirios de Fausto al oír hablar de la creación de un nuevo mundo y la arrebatadora promesa de un presente eterno con llamadas extáticas para que este momento permanezca. Se trata de música prototípicamente romántica, con la combinación de una orquestación intensa y toques de lo sobrenatural en la música de las mujeres y los lémures.

### Parte III. Transfiguración de Fausto
La tercera y última parte es la transfiguración de Fausto. Las escenas finales, que llevan a la obra a su plácida pero inquietante conclusión, contienen algunas de las composiciones corales más brillantes de Schumann, especialmente los majestuosos pasajes iniciales del chorus mysticus.

## Recepción de la obra
Escenas del Fausto de Goethe ha sido a menudo pasada por alto dentro de la impresionante obra de Schumann, pero ha disfrutado de un resurgimiento desde la década de 1970. La pieza se ha considerado una de las obras más conmovedoras de Schumann, y un pináculo de su preocupación romántica por excelencia por el potencial extramusical (y especialmente literario) de la expresión musical. 
En su momento la segunda parte de la obra, al igual que los últimos cuartetos de cuerda de Beethoven, no fue bien recibida por una parte del público que la encontró decepcionante e incomprensible.

## Discografía selecta
| Año  | Intérpretes vocales | Coro, orquesta y director                                                                                               |
| ---- | --- | --- |
| 1972 | Dietrich Fischer-Dieskau, Elizabeth Harwood, John Shirley-Quirk, Peter Pears, Jennifer Vyvyan, Felicity Palmer, Meriel Dickinson, Pauline Stevens, Robert Lloyd, Alfreda Hodgson   | Coro de la Escuela de Wandsworth, Cantantes del Festival de Aldeburgh, Orquesta de Cámara Inglesa, Benjamin Britten     |
| 1981 | Dietrich Fischer-Dieskau, Edith Mathis, Walter Berry, Nicolai Gedda, Barbara Daniels, Kari Lövaas, Hanna Schwarz, Norma Sharp, Ilse Gramatzki, Harald Stamm                        | Coro de niños de Tölz, Chor des Städtischen Musikvereins zu Düsseldorf, Orquesta Sinfónica de Düsseldorf, Bernhard Klee |
| 1994 | Bryn Terfel, Karita Mattila, Jan-Hendrik Rootering, Barbara Bonney, Endrik Wotterich, Iris Vermillion, Brigitte Poschner-Klebel, Susan Graham, Hans.Peter Blochwitz, Harry Peeters | Coro de niños de Tölz, Coro de la Radio Sueca, Eric Ericson Kammerchor, Filarmónica de Berlín, Claudio Abbado           |
| 1998 | William Dazeley, Kristinn Sigmundsson, Camilla Nylund, Simone Nold, Hans Peter Blochwitz, Ingeborg Danz, Christian Voigt                                                           | Collegium Vocale, Coro de Cámara RIAS de Berlín, La Chapelle Royale, Orchestre des Champs-Élysées, Philippe Herreweghe  |
| 2008 | Christian Gerhaher, Christiane Iven, Alastair Miles, Werner Güra, Mojca Erdmann, Birgit Remmert, Elisabeth von Magnus, Franz-Josef Selig                                           | Coro de la Radio Holandesa, Coro Infantil Holandés, Orquesta del Concertgebouw, Nikolaus Harnoncourt                    |
| 2011 | Iwona Hossa, Christiane Libor, Anna Luban'ska, Ewa Marciniec, Daniel Kirch, Jaakko Kortekangas, Andrew Gangestad                                                                   | Coro Filarmónico de Varsovia, Coro Infantil de Varsovia, Orquesta Filarmónica de Varsovia, Antoni Wit                   |
| 2013 | Christian Gerhaher, Christiane Karg, Alastair Miles, Mari Eriksmoen, Bernarda Fink, Andrew Staples, Kurt Rydl, Tareq Nazmi                                                         | Kammerchor der Augsburger Domsingknaben, Coro y Orquesta Sinfónica de la Radio de Baviera, Daniel Harding               |